# Lipura maritima
Lipura maritima is een springstaartensoort uit de familie van de Neanuridae.